# Sciobia azruensis
Sciobia azruensis är en insektsart som först beskrevs av Bolívar, I. 1925.  Sciobia azruensis ingår i släktet Sciobia och familjen syrsor. Inga underarter finns listade i Catalogue of Life.